# اچ‌ام‌ای‌اس پاتریشیا کم
اچ‌ام‌ای‌اس پاتریشیا کم (به انگلیسی: HMAS Patricia Cam) یک کشتی بود که طول آن ۱۲۰ فوت ۹ اینچ (۳۶٫۸۰ متر) بود. این کشتی در سال ۱۹۴۰ ساخته شد.